# Јемство (кривично процесно право)
Јемство у кривичном процесном праву означава меру за обезбеђење присуства окривљеног у кривичном поступку. У Србији јемство је регулисано Закоником о кривичном поступку. У Црној Гори јемство је такође регулисано Закоником о кривичном поступку.
Еквивалент овог института у кривичном поступку у Сједињених Америчких Држава јесте bail, и ова енглеска реч се често погрешно преводи као "кауција", иако законици о кривичном поступку Србије и Црне Горе никада не користи овај термин.

## Србија
У Србији, јемство је регулисано Закоником о кривичном поступку.

## Црна Гора
У Црној Гори, јемство је регулисано Закоником о кривичном поступку.